# Michael Leslie
Michael Leslie (* 28. Januar 1993) ist ein schottischer Snookerspieler aus Bonnyrigg bei Edinburgh.

## Karriere

### PIOS-Tour, Q-School und PTC-Turniere als Amateur
Mit der Teilnahme an der PIOS-Turnierserie der Saison 2009/10, versuchte sich Leslie erstmals für die Main Tour zu qualifizieren. Er erreichte jedoch nur ein einziges Mal das Achtelfinale bei einem der acht Turniere, sodass er zum Ende der Saison nur auf dem 50. Platz der Gesamtrangliste landete.
In der Saison 2010/11 trat er bei den Turnieren der Q School an, die die PIOS-Serie abgelöst hatten. Er schaffte es jedoch nur bei einem der drei Turniere ins Viertelfinale seiner Gruppe, konnte sich also erneut keinen Profistatus erspielen.
Während der Saison 2011/12 nahm Leslie an 5 von 12 Turnieren der Players Tour Championship 2011/12 teil. Dabei traf er drei Mal in der Runde der Letzten 128 auf einen Profi (Peter Lines, Luca Brecel bzw. Martin Gould) und verlor jedes Mal mit 2:4.

### EBSA-Junioren-Snookereuropameisterschaft
Bei der EBSA Junioren-Snookereuropameisterschaft nahm Leslie regelmäßig teil und verbesserte sich von Jahr zu Jahr kontinuierlich. Während er es 2008 nur bis in die Runde der Letzten 32 schaffte, zog er bei den zwei folgenden Veranstaltungen schon ins Achtelfinale ein. Dort unterlag er jeweils den späteren Profis Luca Brecel (2009) bzw. Sam Craigie (2010). 
In den beiden Folgejahren spielte er sich jeweils ins Endspiel: Nachdem er sich zunächst Kacper Filipiak im Finale 2011 mit 3:6 geschlagen geben musste, gewann er schließlich 2012 mit einem 6:2-Sieg gegen Shane Castle und qualifizierte sich somit für die Main Tour der Saison 2012/13. Dabei erzielte er zwei Century Breaks.

## Sonstiges
Als erstem schottischen Amateurspieler gelang Leslie im September 2011 ein Maximum Break in weniger als acht Minuten.